# Varidnaviria
Varidnaviria — реалм вірусів. Запропонований у 2019 році.

## Етимологія
Назва Varidnaviria є контамінацією англійського виразу «various DNA viruses»— «різноманітні ДНК-віруси».

## Опис
До цього реалму відносять віруси, чий геном містить ДНК, що кодує основний білок капсида, який, у свою чергу, згортається за типом желейного рулета та утворює псевдо гексамерні капсомери. Віруси, які не мають основного білка капсида, але походження яких від членів реалму може бути переконливо показано, також включаються до цього таксону (скоріше за все, вони втратили його в ході еволюції).